# DAZN
DAZN (/dəˈzoʊn/ da zone) – platforma streamingowa, oferująca za zryczałtowaną opłatą dostęp do transmisji wydarzeń sportowych. Usługa dostępna jest w ponad 200 krajach świata.
Platforma oferuje ponad 800 sportowych wydarzeń rocznie. Klienci mogą oglądać na żywo między innymi zmagania piłkarskie w najlepszych ligach w Europie (Premier League, Bundesliga, La Liga), zawody międzynarodowe (mistrzostwa świata i Europy), a także wszystkie najważniejsze rozgrywki w takich dyscyplinach jak koszykówka, futbol amerykański, baseball, hokej na lodzie, tenis, czy sporty walki. Dostęp do transmisji możliwy jest poprzez natywne aplikacje dla smartfonów i tabletów z systemem IOS i Android, konsol do gier Xbox i Playstation, telewizorów smart z systemem Tizen (Samsung), WebOS (LG) czy Android TV a także na streamingowe odtwarzacze sieciowe (Google Chromecast, Apple TV, Roku, Amazon Fire TV) poprzez dedykowane sklepy (Google Play Store, ITunes Store czy Amazon AppStore).

## Historia
Platforma została uruchomiona przez DAZN Group 8 lipca 2015 w Niemczech, Austrii, Szwajcarii i Japonii. W 2017 r. pojawiła się w Kanadzie, w 2018 r. w Stanach Zjednoczonych i Włoszech, a w 2019 r. w Hiszpanii i Brazylii. 2 maja 2020 DAZN planował zwiększyć zasięg do ponad 200 krajów, w tym o Australię, Indie, Meksyk, Polskę, Rosję, Skandynawię, Azję Południowo-Wschodnią i Wielką Brytanię, jednak plany te pokrzyżowała pandemia COVID-19. Ostatecznie DAZN zwiększyło zasięg 1 grudnia 2020, a w Polsce platforma zadebiutowała 12 grudnia 2020.
Usługa oryginalnie utworzona we wrześniu 2007 r. przez Perform Group – korporacje z branży mediów sportowych będącej własnością Access Industries (właściciel Deezera i Warner Music Group). Były CEO ESPN John Skipper został prezesem DAZN w 2018 przy czym Perform Group wyodrębniła ze swoich struktur przedsięwzięcie związane z dostarczaniem mediów sportowych, które stało się DAZN Group.

## Polska
W Polsce miesięczna subskrypcja serwisu DAZN wynosi 39,99 zł. Na rynku polskim platforma transmituje na żywo liczne zawodowe gale bokserskie. Oprócz tego można za jej pośrednictwem oglądać m.in.: piłkarską Ligę Mistrzyń UEFA oraz zawody z cyklu wyścigów terenowych Extreme E, halową ligę futbolu amerykańskiego, koszykarską National Basketball League  i gale Hexagone MMA oraz kilka pomniejszych wydarzeń. Usługa oferuje też na rynku polskim sporo filmów dokumentalnych o tematyce sportowej, jednak wszystkie są dostępne wyłącznie w języku angielskim. Na platformie dostępne są również gale polskiej federacji profesjonalnego wrestlingu Prime Time Wrestling.
Wybrane gale bokserskie dla polskiej sekcji DAZN komentują Janusz Pindera i Grzegorz Proksa.
W 2025 roku platforma DAZN transmitowała w Polsce mecze Klubowych Mistrzostw Świata. Spotkania komentowali Dawid Król, Kamil Kania, Wojciech Piela, Mariusz Hawryszczuk, Tomasz Górski, Jan Ciosek, Michał Zachodny i Adam Kotleszka.